# Нова Демба
Нова Демба (пољ. Nowa Dęba) град је у Пољској у Војводству поткарпатском. По подацима из 2012. године број становника у месту је био 11 507.

## Становништво
| 2012.  |
| ------ |
| 11 507 |

## Партнерски градови
- Ploemeur